# Холоша Володимир Іванович

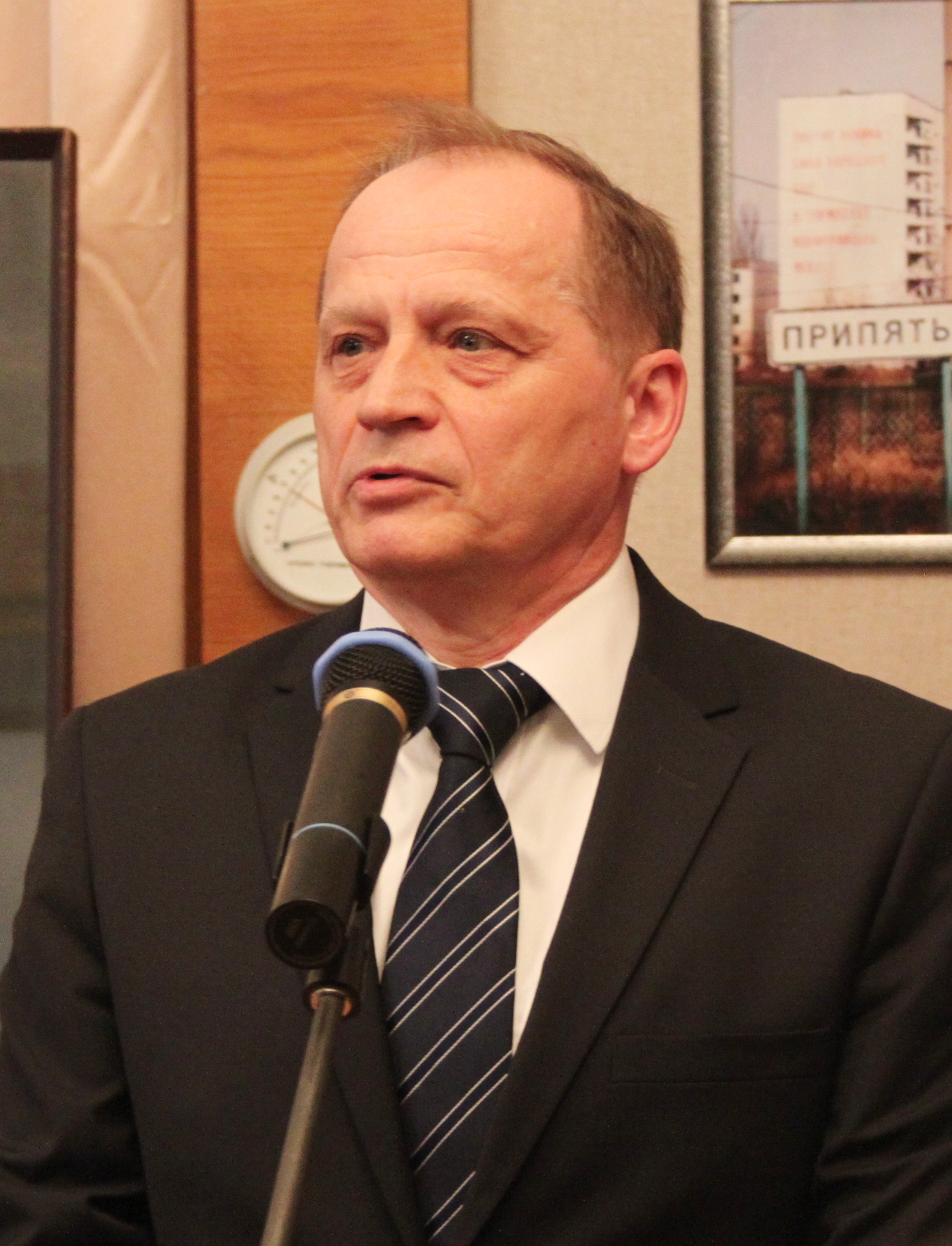
Володимир Холоша на відкритті фотовиставки з нагоди 30-х роковин катастрофи на Чорнобильській АЕС (Київ, 2016)

Володи́мир Іва́нович Холо́ша (нар. 1 серпня 1955, Старий Іржавець, Полтавська область) — український атомний енергетик на ЧАЕС, державний діяч. Голова Державного агентства України з управління зоною відчуження (з 24 грудня 2010). Екс-Міністр України з питань надзвичайних ситуацій та у справах захисту населення від наслідків Чорнобильської катастрофи (1994—1996).

## Біографія
Народився в родині Івана Івановича Холоші (1925) і матері Надії Кузьмівни (1925) — пенсіонери.
Київський політехнічний інститут (1972—1978), «Автоматизація теплоенергетичних процесів», інженер-теплоенергетик. Київський державний економічний університет (1993), «Економіка та управління виробництвом», економіст.
Кандидат економічних наук.
Хобі: риболовля, футбол.

## Трудова діяльність
- Квітень 1978 — серпень 1980 — змінний електрослюсар, серпень 1980 — червень 1985 — начальник зміни цеху, начальник зміни блоку, липень 1985 — серпень 1987 — заступник секретаря парткому Чорнобильської АЕС. Живе у місті Прип'ять.

- Серпень 1987 — березень 1990 — секретар парткому ВО «Комбінат».

- Березень 1990 — січень 1991 — секретар парткому, січень 1991 — березень 1992 — заступник генерального директора з кадрів і соціальних питань НВО «Прип'ять».

- Березень 1992 — січень 1996 — заступник Міністра — начальник Адміністрації зони відчуження[1].

- З січня 1995 — в.о. Міністра[2], з січня 1996 — Міністр у справах захисту населення від наслідків аварії на ЧАЕС[3].

- З грудня 1996 — перший заступник Міністра України з питань надзвичайних ситуацій та у справах захисту населення від наслідків Чорнобильської катастрофи[4][5].

- Січень 1999 — квітень 2000 — заступник Міністра України з питань надзвичайних ситуацій та у справах захисту населення від наслідків Чорнобильської катастрофи — начальник Адміністрації зони відчуження і зони безумовного (обов'язкового) відселення[6][7].

- Червень 2000 — червень 2005 — начальник[8][9], червень — листопад 2005 — перший заступник начальника Державного департаменту — Адміністрації зони відчуження і зони безумовного (обов'язкового) відселення[10][11].

- Листопад 2005 — грудень 2010 — заступник Міністра України з питань надзвичайних ситуацій та у справах захисту населення від наслідків Чорнобильської катастрофи[12][13].

- З 24 грудня 2010 — Голова Державного агентства України з управління зоною відчуження[14].

## Нагороди
Лауреат Державної премії України в галузі науки і техніки (2000). Орден «Знак Пошани» (1989). Орден «За заслуги» III (жовтень 2001), II (квітень 2006), І ступеня (вересень 2011).

## Особисте життя
Дружина Тамара Іванівна (1955). Донька Наталя (1980).